# 2017年のアメリカ合衆国
2017年のアメリカ合衆国 （2017ねんのアメリカがっしゅうこく）では、2017年のアメリカ合衆国に関する出来事について記述する。

## 国家元首等
- 大統領
  - 第44代: バラク・オバマ （民主党、2009年1月20日 - 2017年1月20日)
  - 第45代: ドナルド・トランプ （共和党、2017年1月20日 - 2021年1月20日）
- 副大統領
  - 第47代: ジョー・バイデン （民主党、2009年1月20日 - 2017年1月20日)
  - 第48代: マイク・ペンス （共和党、2017年1月20日 - 2021年1月20日）
- 最高裁判所長官
  - 第17代: ジョン・ロバーツ （2005年9月29日 - ）
- 下院議長
  - 第62代: ポール・ライアン （共和党、2015年10月29日 - 2019年1月3日）
- 上院多数党院内総務
  - 第22代: ミッチ・マコーネル （共和党、2015年1月3日 - 2021年1月20日）

## できごと

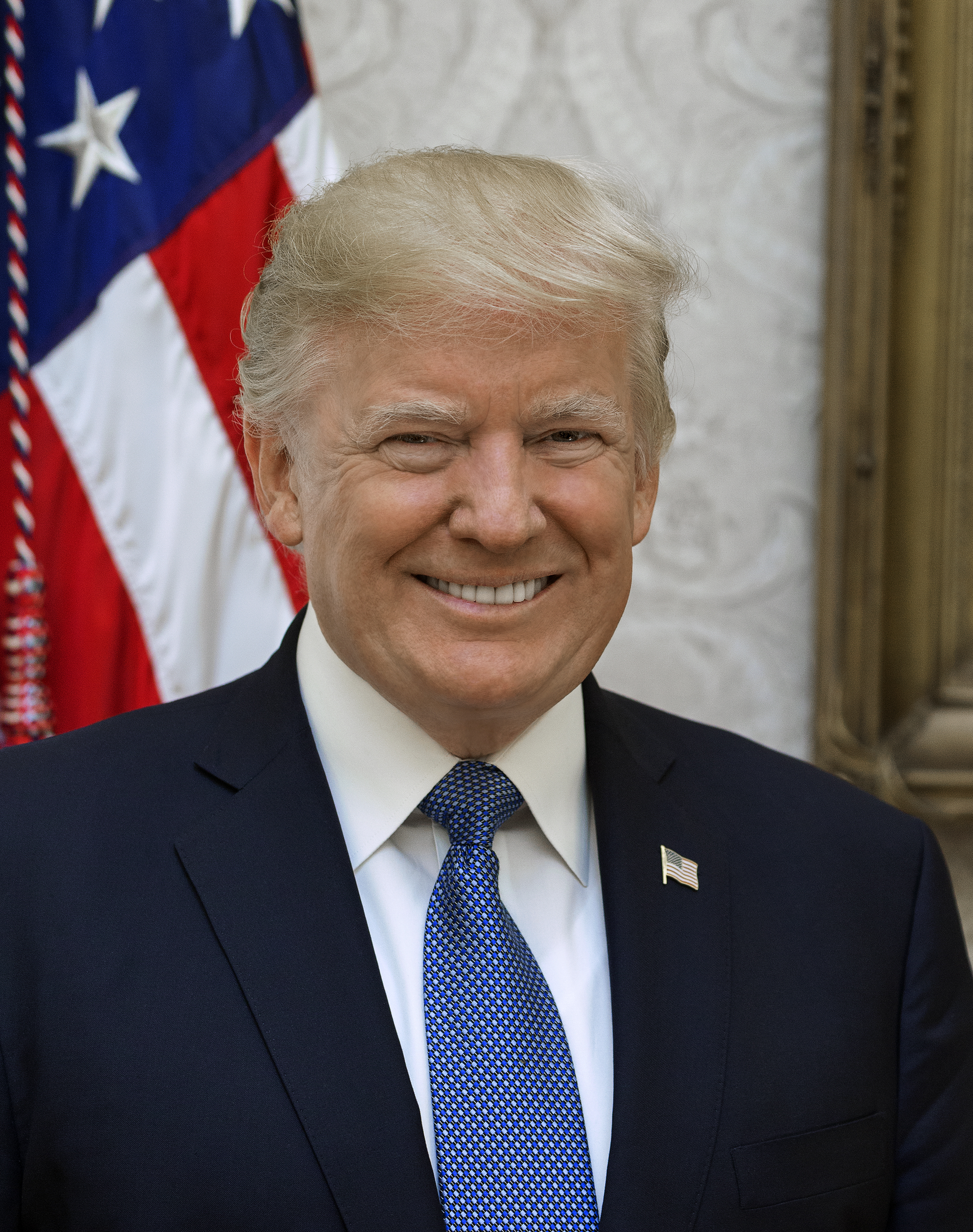
1月20日: 第45代大統領になったドナルド・トランプ

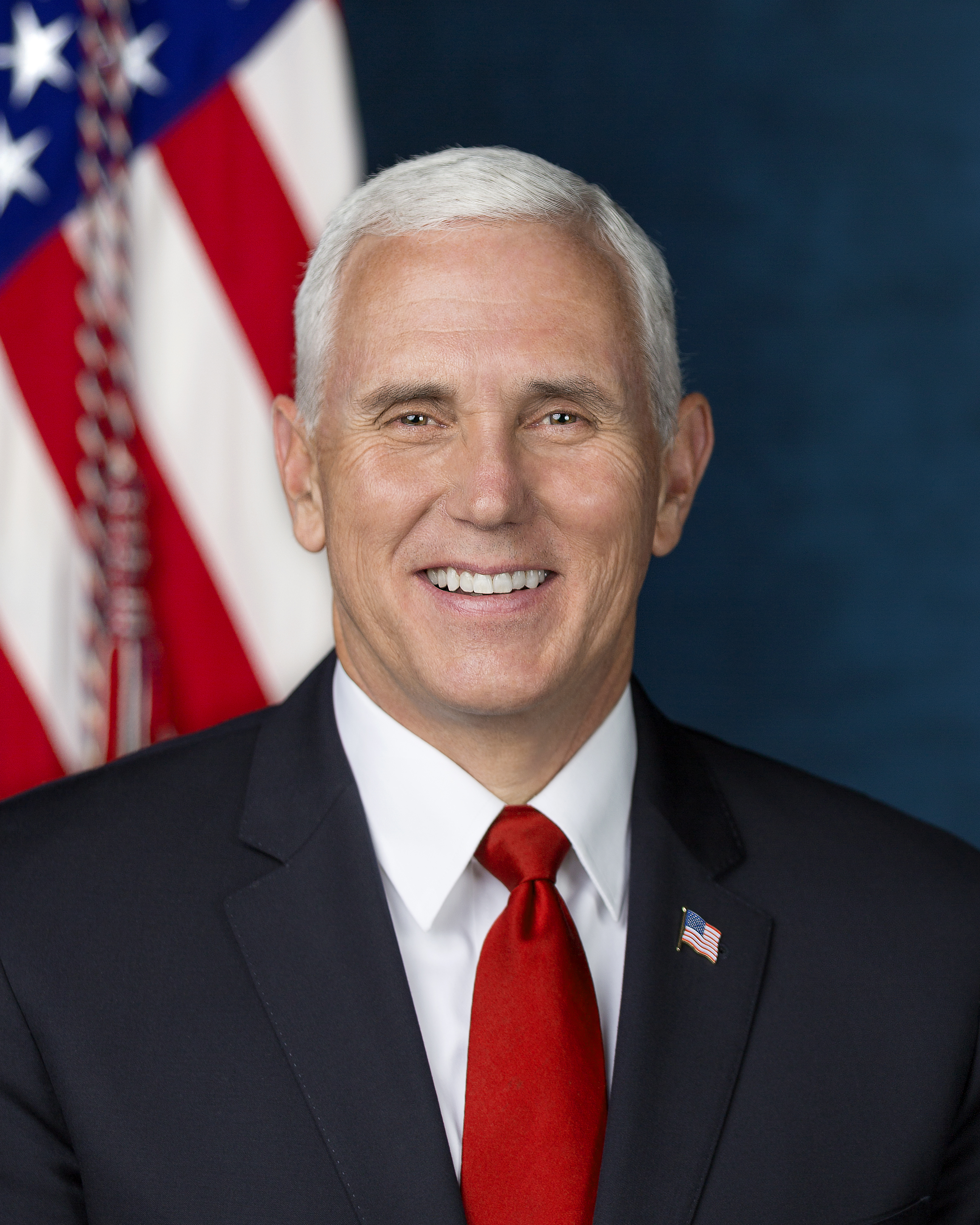
1月20日: 第48代副大統領になったマイク・ペンス

### 1月
- 1月2日 - 第11回オクラホマ映画批評家協会賞の受賞者が発表。
- 1月3日 - アメリカ合衆国第115議会（英語版）が開会[1]。
- 1月4日 - ニューヨークのブルックリン区で2017年ブルックリン列車事故（英語版）が発生[2]。
- 1月6日
  - 大統領選挙人の票が開票された結果、ドナルド・トランプが過半数の304票を獲得し、当選が公式に確定[3]。
  - フロリダ州のフォートローダーデール・ハリウッド国際空港で銃乱射事件が発生し、5人が死亡[4]。
- 1月7日 - 第51回全米映画批評家協会賞が発表された。
- 1月9日 - バラク・オバマ大統領一家の愛犬が招待客の少女に噛みついた[5]。
- 1月11日 - 次期国務長官候補のレックス・ティラーソンが尖閣諸島問題などについて「中国のものであるという正当性がない領土を奪おうとしている」と言及した[6]。
- 1月12日 - 連邦政府が中華人民共和国を世界貿易機関に提訴[7]。
- 1月15日 - UFC Fight Night: Rodriguez vs. Pennが開催された[8]。
- 1月20日
  - バラク・オバマがアメリカ合衆国大統領の任期満了。それに伴い、ドナルド・トランプがアメリカ合衆国の第45代大統領に就任[9]。
  - アメリカ合衆国政府は環太平洋戦略的経済連携協定（TPP）について、ドナルド・トランプ第45代大統領就任と同時に本協定から離脱する意思を表明した[10]。
- 1月25日
  - ドナルド・トランプが、不法移民を規制するための2件の大統領令に署名した[11][12]。
  - ニューヨーク株式市場のダウ工業平均株価が、史上初の2万ドルの値をつけた[13]。
- 1月27日
  - ドナルド・トランプアメリカ合衆国大統領が大統領令13769号に署名。中東・アフリカ7ヶ国からのアメリカ入国が禁止された[14]。
  - ダウ工業株30種平均が過去最高の2万0100.91ドルとなった[15]。
- 1月28日
  - アメリカ合衆国大統領のドナルド・トランプが、ロシア連邦大統領のウラジーミル・プーチンと電話協議[16]。
  - UFC on FOX 23が開催された[17]。
  - 商務省は10-12月期の国内総生産(速報値)が前期比1.9%増と発表した[18]。
- 1月30日 - アメリカ合衆国司法長官代行のサリー・クイリアン・イエイツが、トランプ大統領が1月27日に署名したイスラム圏7カ国出身者の入国を制限する大統領令に従わないよう司法省に通知した。同日、イエイツは長官代行を解任され、後任には連邦検事デイナ・ジェイムズ・ベンテイが指名された[19]。
- 1月31日 - ドナルド・トランプが「聖域都市」への補助金停止を命じたことに対し、サンフランシスコが訴訟を起こした[20]。

### 2月
- 2月2日 - アメリカ合衆国国防長官のジェームズ・マティスが、大韓民国を訪問し、黄教安国務総理らと会談[21]。
- 2月3日
  - ジェームズ・マティスが、大韓民国で、韓民求国防部長官や尹炳世外交部長官と会談[21]。
  - ジェームズ・マティスが、日本を訪問し、安倍晋三内閣総理大臣や菅義偉内閣官房長官や岸田文雄外務大臣と会談[22]。
  - ワシントン州シアトルの連邦裁判所が、トランプ大統領が署名した入国禁止措置の大統領令執行を一時差し止める命令を出した。命令は全米の入管で効力を持つ[23]。これを受け同日夜、税関・国境警備局は主要航空各社に対し、入国禁止とされていた7ヶ国からの乗客が米国行きの便に搭乗することを認めるとの方針を伝え、国土安全保障省も大統領令の執行を停止することを表明した。また、国務省も、大統領令に基づいてビザを無効とした措置を取り消すことを発表した[24]。
- 2月4日
  - 日本を訪問中のジェームズ・マティスが、日本の防衛大臣の稲田朋美と会談[25]。
  - UFC Fight Night: Bermudez vs. Korean Zombieが開催された[26]。
- 2月5日 - 第51回スーパーボウルが開催された[27]。
- 2月8日 - トランプ政権の閣僚人事で、教育長官の候補者が、承認投票で賛否同数となり、憲政史上初めて副大統領が賛成票を投じて承認された[28]。
- 2月9日 - アメリカ合衆国大統領のドナルド・トランプが、中華人民共和国の習近平総書記と電話会談[29]。
- 2月10日 - ワシントンD.C.で、ドナルド・トランプが、日本の安倍晋三首相と首脳会談[30]。
- 2月11日 - UFC 208が開催された[31]。
- 2月12日
  - カリフォルニア州ロサンゼルスで第59回グラミー賞の授賞式が開催[32]。
  - カリフォルニア州中部で、米国一の高さをもつダム、オーロビルダムが連日の大雨の影響で決壊の危機にあるとして、ダム下流の住民18万8,000人に避難指示が出された[33]。
- 2月13日
  - アメリカ国防総省が、イスラム過激派組織ISの呼称について、「Islamic State of Iraq and the Levant (ISIL)」から「Islamic State in Iraq and Syria (ISIS)」に変更する様に、職員に通達した[34]。
  - マイケル・フリンアメリカ合衆国国家安全保障問題担当大統領補佐官が辞任した。補佐官就任前にセルゲイ・キスリャク・ロシア駐米大使とロシア制裁問題を話し合った疑惑が持たれており、許可を受けない民間人が外交交渉に介入することを禁じる法律に抵触するおそれがあった[35]。この頃から前年の大統領選挙へのロシアの干渉が継続的に報じられた。
- 2月15日 - トランプ大統領によってアメリカ合衆国労働長官に指名されていたアンドルー・パズダーが、指名を辞退することを表明した。同氏と妻が不法移民の女性を家庭で雇っていたことなどが発覚し、民主党だけでなく共和党の複数の上院議員からも不支持の声が出たため、議会承認の見通しが立たなくなっていた[36]。
- 2月24日 - ダウ工業株30種平均が過去最高の2万821.76ドルとなった[37]。
- 2月25日 - 第32回インディペンデント・スピリット賞の受賞者が発表された。
- 2月26日 - 第89回アカデミー賞の授賞式が開催された[38]。
- 2月27日 - カリフォルニア州・リバーサイドで小型機が住宅地に墜落し、4人が死亡[39]。

### 3月
- 3月1日
  - ダウ工業株30種平均が過去最高の2万1115.55ドルとなった[40]。
  - 商務省は12月の個人消費支出が前年比1.9%増と発表した[41]。
- 3月4日 - UFC 209が開催された[42]。
- 3月7日 - ウィキリークスが中央情報局の「Vault 7」に関する情報を公開し始めた[43]。
- 3月8日 - アメリスター・ジェット・チャーター9363便離陸失敗事故が発生[44]。
- 3月9日 - 2017 ワールド・ベースボール・クラシック C組が開幕[45]。
- 3月14日 - サンディエゴで2017 ワールド・ベースボール・クラシック F組が開幕[46]。
- 3月15日 - 連邦公開市場委員会は政策金利を0.25%引き上げ0.75〜1%とした[47]。
- 3月16日 - アメリカ軍がシリアのアル・ジヌィ地区にある宗教施設を空爆[48]。
- 3月18日 - ゲンナジー・ゴロフキン 対 ダニエル・ジェイコブス戦が開催され、ゲンナジー・ゴロフキンが判定勝ち[49]。
- 3月20日 - 2017 ワールド・ベースボール・クラシック 決勝トーナメントが開幕[50]。
- 3月22日 - ワールド・ベースボール・クラシック（WBC）決勝戦・アメリカ対プエルトリコ（ドジャー・スタジアム）は、アメリカが8-0で勝利し、初優勝を達成[51]。
- 3月23日 - ウィキリークスが中央情報局の「Dark Matter（暗黒物質）」と記載された文書を公開[52]。
- 3月26日 - オハイオ州・シンシナティのナイトクラブで銃乱射事件が発生し、少なくとも1人が死亡、14人が負傷[53]。
- 3月29日 - テキサス州ヒルカントリーで、マイクロバスと小型トラックが正面衝突し、少なくとも12人が死亡[54]。
- 3月30日 - 商務省は10-12月期国内総生産(確定値)が前期比年率2.1％増と発表した[55]。
- 3月31日
  - アメリカ合衆国通商代表部が「貿易障壁に関する年次報告書」を発表[56]。
  - 商務省は2月の消費支出が前年比0.1%増と発表した[57]。

### 4月
- 4月1日 - 国際連合安全保障理事会の議長国が、アメリカ合衆国になる[58]。
- 4月3日 - ホワイトハウスで、ドナルド・トランプとエジプト大統領のアブドルファッターフ・アッ＝シーシーが首脳会談[59]
- 4月6日
  - ドナルド・トランプが、日本の安倍晋三と電話会談[60]。
  - アメリカ合衆国は、地中海のミサイル駆逐艦ロスとポーターの2隻から、シリアのシャイラト空軍基地に対して、59発のトマホークミサイルを発射[61]。
  - フロリダ州パームビーチで、ドナルド・トランプと中華人民共和国の習近平が首脳会談[62]。
- 4月7日 - アメリカ国家安全保障会議が選択肢の1つとして、アメリカ合衆国の核兵器を大韓民国に再配備する案を提示[63]。
- 4月8日 - UFC 210が開催された[64]。
- 4月9日 - ユナイテッド航空のシカゴ発・ルイビル行の機内で、搭乗便変更の協力が得られなかった同社社員が警察に通報し、駆けつけた警察官が着席していたアジア系の医師を強引に引きずり降ろした[65]。
- 4月10日 - 元政治顧問との不倫関係をめぐる公私混同疑惑で追及を受けていたロバート・ ベントレーアラバマ州知事が辞任[66]。
- 4月13日 - アフガニスタンで大規模爆風爆弾を使用[67]。
- 4月15日 - UFC on FOX 24が開催された[68]。
- 4月16日 - アメリカ合衆国副大統領のマイク・ペンスが大韓民国を訪問[69]。
- 4月17日 - オハイオ州で男性が射殺される映像がFacebookに投稿され、その動画が2時間以上視聴可能な状態であったことに批判が高まった[70]。
- 4月18日
  - アメリカ合衆国副大統領のマイク・ペンスが日本を訪問し、安倍晋三首相らと会談[71]。
  - ドナルド・トランプが「米国製品を買え、米国人を雇え」という名で知られる大統領令に署名[72]。
  - カリフォルニア州・フレズノで銃乱射事件が発生し、3人が死亡、1人が負傷した。容疑者は警察に拘束される際、「アッラーフ・アクバル（アラビア語で神は偉大なりの意）」と叫んでいた[73]。
- 4月19日 - アメリカ合衆国のメディア・リサーチ・センターが三大ネットワーク（ABC、CBS、NBC）の報道内容を調査して、89パーセントの報道がドナルド・トランプ政権を否定するという結果を発表[74]。
- 4月22日 - UFC Fight Night: Swanson vs. Lobovが開催された[75]。
- 4月23日 - アメリカ合衆国国土安全保障長官のジョン・F・ケリーが、メキシコ国境の壁建設の工事が今年の夏の終わりまでに開始されると発表[76]。
- 4月24日 - 午前、ドナルド・トランプが、日本の安倍晋三と電話会談[77]。
- 4月26日 - カリフォルニア州のバンデンバーグ空軍基地から大陸間弾道ミサイル「ミニットマンIII」の発射実験を行った[78]。
- 4月27日
  - 在韓米軍にTHAADミサイルを配備する経費について、ドナルド・トランプ大統領が「韓国が負担するのが望ましい」と述べた[79]。
  - ホノルル国際空港が同地出身のダニエル・イノウエにちなみ、ダニエル・K・イノウエ国際空港に改名[80]。
- 4月28日 - 商務省は1-3月期国内総生産(速報値)が前期比(年率換算)0.7％増と発表した[81]。
- 4月29日 - ドナルド・トランプ大統領が、フィリピンのロドリゴ・ドゥテルテ大統領と電話会談[82]。
- 4月30日 - ドナルド・トランプ大統領が、シンガポールのリー・シェンロン首相やタイ王国暫定政権のプラユット・チャンオチャ首相と電話会談[83]。

### 5月
- 5月2日 - ドナルド・トランプ大統領が、ロシアのウラジーミル・プーチン大統領と、30分間にわたって電話会談[84]。
- 5月3日 - 自治領プエルトリコが連邦地裁に破産申請を行った。債務は700億ドルで、自治体としては国内最大の破産手続きとなる[85]。
- 5月4日 - ドナルド・トランプ大統領が、キリスト教会に選挙運動を許可する大統領令に署名[86]。
- 5月5日
  - プエルトリコが財政破綻、負債総額は約740億ドル[87]。
  - アメリカ合衆国労働省は4月の失業率が4.4%と発表した。10年ぶりの低水準[88]。
  - アメリカ国際貿易委員会が8か国(日本、韓国、ドイツ、オーストリア、ベルギー、フランス、イタリア、台湾)について「炭素合金鋼の輸出価格が不当に安い」と認定し、反ダンピング関税の導入が決まった[89]。
- 5月9日 - ドナルド・トランプ大統領が、ジェームズ・コミーFBI長官を解任した[90]。
- 5月11日 - アメリカのライセンス企業、アイコニックス・ブランド（英語版）社は自社が保有する『ピーナッツ』の諸権利を管理するピーナッツワールドワイドLLCの株をカナダのメディアプロダクション会社、DHXメディアに売却。長年CM契約を結んでいたメットライフも使用を打ち切る方針[91]。
- 5月13日 - UFC 211が開催[92]。
- 5月17日 - 昨年の大統領選挙におけるロシアの干渉の捜査を行うため、ロバート・ミュラー元FBI長官が特別検察官（英語版）に任命された[93]。
- 5月18日
  - タイムズスクエアで、車両が歩道に突っ込んで歩行者をはねる事故が発生[94]。
  - マイク・ダブキ（英語版）ホワイトハウス広報部長が辞表を提出[95]。
- 5月26日 - アメリカ合衆国商務省は1-3月期の国内総生産(改定値)が前期比1.2%増と発表した[96]。
- 5月28日
  - アリューシャン列島フォックス諸島の火山島、ボゴスロフ島で大規模な噴火[97]。
  - ミシシッピ州・リンカーン郡で、家庭内のもめごとで通報を受けて駆けつけた保安官代理など8人が銃撃され死亡[98]。
- 5月29日 - タイガー・ウッズがアメリカフロリダ州の自宅近辺で、違法運転の疑いで逮捕される。数時間後に釈放。飲酒および薬物の摂取は否定[99]。
- 5月30日 - アメリカ国防総省が大陸間弾道ミサイル(ICBM)の迎撃実験に成功したと発表[100]。

### 6月
- 6月1日 - ドナルド・トランプ大統領は、地球温暖化対策の国際枠組み「パリ協定」からのアメリカ離脱を正式表明した[101]。
- 6月5日 - フロリダ州・オーランドの自動車部品関連の会社で元同社社員の男が発砲し、社員ら5人が死亡、7人が負傷、犯人は自殺[102]。
- 6月6日
  - 映画監督のマイケル・ムーアがドナルド・トランプ大統領に関する内部告発を募るウェブサイト「TrumpiLeaks（英語版）」を開設[103]。
  - アメリカ合衆国国防総省が中国大陸の軍事動向に関する年次報告書を発表[104]
- 6月11日
  - プエルトリコで州昇格を問う住民投票が行われ、州昇格支持が97％を獲得した。しかし昇格反対派野党による投票ボイコットの呼びかけもあり、投票率は23％に留まった[105]。
  - トランプ大統領が就任前に手掛けていた不動産などの事業を通じて、就任後も外国政府から利益を受けているのは違憲ではないかとして、ワシントンD.C.とメリーランド州の司法長官が提訴する見通しとなった[106]。
  - スタンレー・カップ決勝第6戦が行われ、ピッツバーグ・ペンギンズがナッシュビル・プレデターズを4勝2敗で下し、2年連続5度目の優勝。シリーズMVPはペンギンズのシドニー・クロスビー[107]。
- 6月12日 - NBAファイナル第5戦が行われ、ゴールデンステート・ウォリアーズがクリーブランド・キャバリアーズを4勝1敗で下し、2年ぶり5度目の優勝。シリーズMVPはウォリアーズのケビン・デュラント[108]。
- 6月13日 - アメリカの通信会社・ベライゾン・コミュニケーションズは、Yahoo!の中核企業買収の手続きを完了したと発表。中核事業はAOLと統合してOathとなる一方、会社そのものは社名をアルタバ(Altaba Inc.)に変更し、アリババやヤフー(日本)の株式を運営する投資会社となる。マリッサ・メイヤーCEOは退任[109]。
- 6月16日
  - 国際オリンピック委員会がマクドナルドとのスポンサー契約を終了[110]。
  - 歌手のケイティ・ペリーの公式Twitterのフォロワーが世界で初めて1億人を超えた[111]。
- 6月17日 - 静岡県賀茂郡南伊豆町沖を航行中だったアメリカ海軍駆逐艦フィッツジェラルドがフィリピン船籍のコンテナ船ACX クリスタルと衝突。右舷前方の居住区・通信・機械室近辺が大破・浸水し、居住区などにいた7名が艦内で死亡[112]。
- 6月23日 - ジョン・マケインら上院議員8人が、台湾への兵器売却を早急に連邦議会に通知することなどを求める書面をトランプ大統領に送付[113]。
- 6月25日 - UFC Fight Night: Chiesa vs. Leeが開催された[114]。
- 6月26日 - トランプ大統領の出したイスラム圏6カ国からの入国を禁じる大統領令をめぐり連邦最高裁は、地裁などの差し止め命令を見直し、アメリカに親戚が住んでいるなど「真正な関係」がある場合を入国禁止令の対象から除外する条件付きで入国禁止の執行を認めた。判断は当面のもので、10月に審問を開いて最終的に判断する[115]。
- 6月27日 - アメリカ合衆国国務省が、世界の人身売買の実態をまとめた報告書を発表[116]。
- 6月29日 - トランプ政権が、台湾に約14億2000万ドル相当の武器を売却すると議会に通知[117]。
- 6月30日 - ニューヨーク、ブロンクスの病院で銃乱射事件。1人が死亡、6人以上が負傷。実行犯の男はこの病院にかつて勤務していた元医師で、その場で自殺[118]。

### 7月
- 7月7日 - The Ultimate Fighter 25 Finaleが開催された[119]。
- 7月7日 - エア・カナダ759便ニアミス事故。
- 7月8日 - UFC 213が開催された[120]。
- 7月9日 - カリフォルニア州で熱波による大規模な山火事が発生。11日の段階で、サンルイスオビスポでは117平方キロ近くが焼失[121]。
- 7月10日
  - 海上自衛隊、インド海軍との共同軍事演習「マラバール」が始まる[122]。
  - ミシシッピ州でアメリカ海兵隊の空中給油機KC-130が墜落。乗員16人が死亡[123]。
- 7月15日
  - コンゴ民主共和国のオカピ野生生物保護区で監視員11人とアメリカ人ジャーナリストが地元民兵組織マイマイ・シンバ（Mai-Mai Simba）によって拉致された[124]。
  - アリゾナ州ヒラ郡ペイソン（英語版）の国立森林公園で、川遊びをしていたキャンプ客を鉄砲水が襲い、9人が死亡、1人が行方不明[125]。
- 7月19日 - トランプ大統領のビジネスと公務の利益相反などを批判してきた政府倫理局のショーブ局長が辞任。抗議のための辞任とみられる[126]。
- 7月20日 - ロックバンド、リンキン・パークのボーカル、チェスター・ベニントンがロサンゼルス郊外の自宅で自殺[127]。
- 7月21日
  - ホワイトハウスは、ショーン・スパイサー報道官の辞任を発表。後任にはサンダース副報道官が昇格。スパイサー報道官は引き継ぎのため8月末まで同職にとどまる。同日大統領は、空席となっていたホワイトハウス広報部長に投資会社創業者アンソニー・スカラムーチ氏を充てることを決定しており、スパイサー報道官はこの人選に反発し大統領に辞意を伝えたとされている[128]。
  - アフガニスタン、ヘルマンド州でアメリカ軍の無人爆撃機が同国治安部隊を誤爆。警官16人が死亡、2人が負傷[129]。
- 7月22日
  - テキサス州サンアントニオにあるスーパーマーケット店舗駐車場に停車していた大型トレーラーから、移民と見られる39人が発見。うち9人が熱中症で死亡していた[130]。
  - UFC on FOX 25が開催された[131]。
- 7月26日 - ザ コカ・コーラ カンパニー、コカ・コーラ ゼロを改良した「コカ・コーラ ゼロシュガー」を8月に販売すると発表[132]。
- 7月28日
  - トランプ大統領は、ラインス・プリーバス大統領首席補佐官を更迭し、後任にジョン・F・ケリー国土安全保障長官を起用したことを明らかにした[133]。
  - 政府、27日に行われたイランのロケット発射を受け、イラン系企業6社の資産を凍結する制裁を実施[134]。
- 7月29日 - UFC 214が開催された[135]。
- 7月31日
  - ホワイトハウスは、トランプ大統領が10日前に広報部長に起用したばかりのアンソニー・スカラムーチ氏を解任したと明らかにした。大統領首席補佐官に同日就任したジョン・F・ケリー氏が解任を要請したとされている[136]。
  - 政府、制憲議会選挙を強行したベネズエラのマドゥロ大統領を独裁者と避難し、同氏を制裁対象に指定[137]。

### 8月
- 8月1日
  - 上院本会議にて、5月に解任されたジェームズ・コミーFBI長官の後任としてクリストファー・レイ元司法次官補を当てる人事案が承認され[138]、翌日長官に就任[139]。
  - ロサンゼルスにある中国総領事館の建物にアジア系と見られる男が銃を発砲。男はその場で自殺[140]。
- 8月2日
  - ミネソタ州ミネアポリスの学校で天然ガスへの引火による爆発事故。職員1人が死亡し、1人が行方不明。9人が負傷[141]。
  - トランプ大統領が対ロシア制裁強化法案に署名し、同法が成立[142]。
  - 南シナ海で海上自衛隊と共同訓練をしているアメリカ海軍のミサイル駆逐艦ステザムに搭乗していた海軍兵士1人が行方不明になっていることが発表された[143]。
- 8月3日
  - 昨年の大統領選挙へのロシア干渉疑惑を捜査しているロバート・ミュラー特別検察官がワシントンで大陪審を招集したことが明らかになった。大陪審はトランプ大統領の長男ドナルド・トランプ・ジュニアらがロシア人弁護士と面会した問題を巡って召喚状を出したが、召喚対象は明らかになっていない[144]。
  - オークリッジ国立研究所ら国際研究チーム、1974年に理論が提唱されながらも実証できなかった「ニュートリノ原子核コヒーレント弾性散乱（The Coherent Elastic Neutrino Nucleus Scattering）」の実証実験に成功[145]。
- 8月5日 - オーストラリアクイーンズランド州ロックハンプトン沖で、米豪軍事演習「タリスマン・セーバー」に参加していたアメリカ海兵隊のMV-22 オスプレイが輸送揚陸艦グリーン・ベイへの着陸に失敗して墜落。乗組員26人のうち3人が死亡[146][147]。
- 8月8日 - ワシントン・ポストが、北朝鮮がICBMに搭載できる小型核弾頭の開発に成功し、最大60発の核兵器を保有しているとアメリカ国防情報局が分析していると報じた。これを受けトランプ大統領は、「世界が見たこともないような炎と怒りに見舞われることになる」という警告を発した[148]。
- 8月12日 - バージニア州シャーロッツビルで、白人至上主義団体や極右団体が予定していた集会の参加者と反対派の衝突が相次ぎ、マコーリフ（英語版）州知事が非常事態を宣言。反対派の集団に車が突入し1人が死亡、19人が重軽傷。また、警官隊を運んでいた州警察のヘリコプターが墜落し2人が死亡[149]。（2017年のユナイト・ザ・ライト・ラリー）
- 8月13日 - バラク・オバマ前大統領が、12日に起こった暴動を受けネルソン・マンデラの言葉を引用して「生まれたときから肌の色や出自、信仰の違いを理由に他人を憎む人などいない」とツイッターに投稿[150]。
- 8月14日 - 12日の衝突の際トランプ大統領が当初極右団体を明確に非難しなかったことを受け、メルク・アンド・カンパニーのケネス・フレイジャーCEOが製造業評議会のメンバーを辞任。その後、インテルのブライアン・クルザニッチCEOやアンダーアーマーのケビン・プランクCEO、アメリカ労働総同盟・産業別組合会議のリチャード・トルムカ議長、アメリカ製造業同盟のスコット・ポール会長も相次ぎ辞任を表明[151][152]。その後も辞任が相次いだことを受け、16日にトランプ大統領は製造業評議会と戦略・政策フォーラムの二つの助言組織の解散に追い込まれた[153]。
- 8月15日 - オアフ島西部のディリンガム飛行場とカエナ岬の間を訓練飛行していた陸軍のUH-60ヘリが墜落、乗員5名が行方不明になっている[154]。
- 8月16日 - ホワイトハウス、スカラムーチ前広報部長の後任にホープ・ヒックス戦略広報部長を暫定的に起用すると発表[155]。
- 8月17日 - ホワイトハウス、インフラ投資に関する諮問会議設立計画をトランプ大統領が撤回したと発表[156]。
- 8月18日
  - ホワイトハウス、極右思想で批判を集めていたスティーブ・バノン首席戦略官・上級顧問の退任を発表[157][158]。
  - 投資家のカール・アイカーン、大統領特別顧問（規制改革担当）を辞任すると発表。エネルギー株や金融株に多額の投資をしているため、利益相反につながるとの批判が民主党を中心に高まっていた[159]。
  - マイクロソフトの共同創業者ポール・アレンが率いる民間探査チーム、太平洋の海底で、太平洋戦争末期に原爆の部品運搬の極秘任務後に日本海軍の潜水艦に雷撃され沈没した重巡洋艦インディアナポリスの一部を発見[160]。
- 8月19日 - テレンス・クロフォード 対 ジュリアス・インドンゴ戦が開催された[161]。
- 8月20日 - マラッカ海峡シンガポール沖を航行していた、海軍ミサイル駆逐艦ジョン・S・マケインがリベリア船籍のタンカー Alnic MC と衝突。乗組員10人が行方不明になり、5人が負傷[162][163]。
- 8月21日
  - 在ロシアアメリカ大使館、ビザの発給を23日から8月末まで停止すると発表。先月、ロシアがアメリカに対し国内に勤務する外交官らの大幅削減を要求したことへの対抗措置[164]。
  - 皆既日食の中心食帯が北米大陸を横断。アメリカ合衆国の西部オレゴン州から東部サウスカロライナ州にかけて広い範囲が観測可能域となる。皆既継続時間は最大2分40秒程[165]。
- 8月23日 - 太平洋艦隊、第7艦隊所属艦が相次いで重大事故を起こしたことを受け、ジョセフ・P・アーコイン（英語版）海軍中将を同艦隊司令官から解任[166]。
- 8月25日
  - トランプ政権で国家安全保障問題を担当していたセバスチャン・ゴルカ大統領副補佐官が辞任[167]。
  - デトロイト連邦地裁、フォルクスワーゲンによる排ガス不正問題で、当時のエンジン開発担当技術者に禁錮3年4月と、20万ドル（約2180万円）の罰金支払いを命じる判決を下した[168]。
  - トランプ大統領、7月に法廷侮辱罪で有罪判決を受けたアリゾナ州マリコパ郡の元保安官、ジョー・アルパイオ（英語版）に恩赦を与えた。同氏は中南米移民に対する強圧的対応で知られていた[169]。
  - テキサス州ロックポート（英語版）に大型ハリケーン・ハービーが上陸。温帯低気圧に変化後も各地で集中豪雨や竜巻、土砂崩れなどで28日までに9人が死亡。ヒューストンの街では空港や幹線道路が閉鎖され、孤立状態に陥っている[170][171]。
- 8月30日
  - 温帯低気圧に変わったハリケーン・ハービーがルイジアナ州に再上陸。これまでに少なくとも31人が死亡。テキサス州での避難者は3万2千人を超えている。ヒューストンのあるハリス郡は四分の一が水没し、アメリカ国立気象局ヒューストン支部は、29日午前9時（日本時間午後11時）での降水量は49.32インチ（1252.7ミリ）と積算降水量が、同国本土での観測史上最高を記録したと発表。だが、その日の内に、シダーバイユー（英語版）で51.88インチ（1320ミリ）と記録を更新[172][173]。
  - アメリカ食品医薬品局、25歳以下の急性リンパ性白血病患者に対する、患者自身の免疫細胞を用いたキメラ抗原受容体T細胞（CAR-T）療法、「キムリア療法」を承認[174]。

### 9月
- 9月1日
  - ロサンゼルス近郊のバーバンクで夜半から大規模な山火事が発生。その後2日までに2000ヘクタールが焼け、エリック・ガルセッティ（英語版）市長は面積ではこれまでで最大規模の山火事に発展していると声明[175]。
  - バラク・オバマ前大統領（当時は現職大統領）がトランプ・タワーを盗聴していたというトランプ大統領（当時は候補者）の主張に根拠がないと、司法省が発表[176]。
- 9月5日
  - サラ・ハッカビー・サンダース報道官、記者会見で北朝鮮に対し、「すべての選択肢が机の上にあり、（朝鮮半島の非核化という）求めている結果を得られるまで維持し続ける」と警告。「今は北朝鮮との対話に焦点を当てて、多くの時間を費やす時ではない」と対話に消極的な姿勢を示した[177]。
  - トランプ大統領、若年移民に対する国外強制退去の延期措置（DACA）の撤廃を発表。撤廃までに6カ月の猶予期間を置き、連邦議会が代替案を作成する。これに対し、ティム・クックAppleCEO、サンダー・ピチャイGoogleCEOなどIT企業の経営者たちは反対の声明を出している[178]。
- 9月6日
  - スタンレー・フィッシャー連邦準備理事会副議長、トランプ大統領に対し辞表を提出。10月中旬に副議長職と理事職をともに辞任する[179]。
  - 郭文貴がアメリカ合衆国への亡命を申請[180]。
- 9月8日 - 下院が12月までの連邦債務上限の引き上げと暫定予算を含めた一体法案を賛成多数で可決。上院ではすでに7日に通過しており、同日トランプ大統領が署名し成立[181]。
- 9月10日
  - テキサス州プレイノの民家で銃乱射事件。8人が死亡。警官隊によって実行犯も射殺。実行犯と犠牲者の1人はこの家に住んでいた夫婦だったが離婚申請をしていた。当日、妻が友人たちを招いてパーティーを催していた最中に夫が襲撃したものと見られる[182]。
  - ハリケーン・イルマがフロリダ州に上陸。これまでに同州の3人を含めて30人が死亡。200万人が停電に見舞われている[183]。
- 9月12日
  - 8日のトロント国際映画祭で芸能活動を休止することを宣言したレディー・ガガ、自身のTwitterで線維筋痛症を患っていることを公表[184]。
  - ハリケーン・ハービーとハリケーン・イルマの被災者支援チャリティー番組が放送され、130人以上の著名人が無報酬で出演し、演奏を披露したり、視聴者からの寄付申し出の電話を直接受けたりするなどして、放送時間内の1時間の間に1400万ドル、翌13日までに4400万ドル（当時約48億円）以上が寄付された[185]。
- 9月13日
  - 政府、連邦政府機関の情報ネットワークからカスペルスキーの製品を排除することを発表[186]。
  - ジョンズ・ホプキンス大学の北朝鮮分析サイト、38ノースは北朝鮮が3日に実施した核実験について、爆発の規模が各国政府の推定をはるかに上回る約250キロトンだったとの見解を発表。豊渓里の核実験施設で抑制可能と判断している最大値にも非常に近いとも指摘[187]。
  - ハリケーン・イルマが通過し停電状態が続いているフロリダ州ハリウッドで、老人ホームの住居者8人が暑さによる脱水症状などで死亡。フロリダ州での死者はこの日までに20人となった[188]。
- 9月15日 - 2011年にミズーリ州セントルイスにて起きた白人警官による黒人射殺事件で、被告となった白人警官に無罪判決。判決に激怒した群衆による抗議デモが翌16日に暴徒化し、当日公演予定だったU2が公演中止となった[189]。
- 9月16日
  - UFC Fight Night: Rockhold vs. Branchが開催された[190]。
  - ゲンナジー・ゴロフキン 対 サウル・アルバレス戦が開催された[191]。
- 9月17日
  - ニッキー・ヘイリー米国連大使、CNNの番組で外交的手段が尽きれば軍事的手段も辞さないと北朝鮮に警告。安保理でできることはやり尽くしたと、国連の対応にも限界がきたことも指摘した[192]。
- 9月18日
  - ロバート・ライトハイザー通商代表、ワシントンD.C.での講演の際に中国の経済政策が国際ルールを逸脱していると非難。世界貿易機関の対応では不十分として、米国内法に基づき中国の「不公正貿易」に対抗していく方針を表明[193]。
  - 玩具販売大手トイザラスが連邦倒産法第11章の適応を申請[194]。
  - 第7艦隊、アーコイン司令官に続き、第70任務部隊のチャールズ・ウィリアムズ司令官と、第15駆逐隊のジェフリー・ベネット司令官を解任[195]。
- 9月19日
  - トランプ大統領が国連総会で初の一般討論演説。持論である米国第一主義を掲げる一方、北朝鮮やイランをならずもの体制と指摘し、北朝鮮の核・ミサイル開発問題を非難。金正恩委員長を「ロケットマンが自殺行為の任務を進めている」と批判し、「米国はあらゆる手段を講じて自国と同盟国を防衛する」と言明するとともに、軍事攻撃に踏み切る事態となれば「北朝鮮は完全に破壊される」と強調した。そして、国連加盟各国が安保理で決議された北朝鮮経済制裁を遵守することで、国連が一体となって核放棄に働きかけることを要請。また、話中で「日本人の13歳の少女が拉致された。彼女はスパイの養成に利用された」と横田めぐみさん拉致事件にも触れた[196][197]。
  - カルフォルニア州サンフランシスコ市議会、9月22日を「慰安婦の日」と定める決議案を全会一致で採択[198]。
- 9月20日 - ハリケーン・マリアがプエルトリコに上陸。22日までに13人が死亡。通信網が完全に破壊された。リカルド・ロセジョ（英語版）知事は25日、迅速な対応がなければ人道の危機に陥ると訴えた[199]。
- 9月21日 - トランプ大統領、北朝鮮と取引する企業・個人を対象とした制裁処置を行う大統領令に署名[200]。
- 9月23日 - グアム・アンダーセン空軍基地からのB-1戦略爆撃機と、護衛として嘉手納飛行場からのF-15戦闘機数機が北朝鮮東岸沖の国際水域上空を飛行。国防総省は軍事境界線沿いの非武装地帯の最も北まで飛行したと強調した[201]。
- 9月24日
  - トランプ大統領、6カ国の入国を禁ずる大統領令13769号を更新する大統領令13780号（英語版）に署名。以前の6カ国からスーダンが除外され、新たに北朝鮮、ベネズエラ、チャドが追加された[202]。
  - テネシー州ナッシュビル郊外の教会で銃乱射事件。1人が死亡、7人が負傷。実行犯の男も負傷し、搬送後に拘束[203]。
- 9月25日
  - 上院、共和党のスーザン・コリンズ上院議員がオバマケア改廃に反対する意志を表明。すでに反対表明しているジョン・マケイン議員を含め共和党の反対者は3人となり、過半数を下回った共和党は改廃が困難となった。ミッチ・マコーネル上院多数党院内総務は年内の採決断念を声明[204][205]。
  - 海兵隊、将校訓練課程を女性隊員が初めて修了したと発表[206]。
- 9月26日 - 全米大学体育協会1部の大学バスケットボールの指導者が将来NBA入りが見込める学生を紹介する見返りに代理人などから現金を受け取ったなどとして、合計10人が贈収賄や詐欺で連邦捜査局から訴追されたことが発覚。訴追された中にはNBAでプレー歴のあるオーバーン大学のアシスタントコーチやアリゾナ大学の指導者、アディダス社の幹部もいる[207]。
- 9月27日 - 今月10日に上陸したハリケーン・イルマでの死者が72人と判明。カリブ海諸島を含めると、少なくとも112人が死亡[208]。
- 9月29日
  - トム・プライス保健福祉長官が辞任。国内の出張で20回以上高額なプライベートジェット機をチャーターしていた問題で批判を受けていた[209]。
  - 政府、音波による健康被害が出ている在キューバ大使館の館員やその家族を、緊急要員を除いて退去させることを発表[210]。
  - 連邦準備制度理事会、HSBCホールディングスに対し、外国為替取引での不適切な情報交換を行っていたとして1億7500万ドルの制裁金を科した[211]。
- 9月30日 - レックス・ティラーソン国務長官が訪中し、習近平国家主席と会談。その後、北朝鮮と独自に接触し、核兵器放棄の対話に応じないか探ったとされる[212]。

### 10月
- 10月1日
  - ネバダ州ラスベガスのホテル、マンダレイ・ベイ32階から、ラスベガス・ストリップを挟んで反対側の屋外で開催されていた、カントリーミュージックフェスティバルの会場に向け男が銃を乱射、少なくとも59人が死亡、527人以上が負傷する、全米過去最悪の銃乱射事件発生、犯人は現場で銃により自殺。
  - 2007年9月に強盗の罪で逮捕され、翌年から収監していたO・J・シンプソンが仮釈放[213]。
- 10月3日
  - 在キューバアメリカ大使館における音波被害を受けて、大使館員の保護を怠ったとして同国の在米外交官15人に国外退去処分命令を出した[214]。
  - Yahoo!の全利用者のアカウントに関連する個人情報が2013年8月に不正侵入によって流失していたことが判明[215]。
- 10月5日 - 全米ライフル協会、同月1日に発生したラスベガスにおける銃乱射事件について初の声明を発表、容疑者が所持していた銃を連射可能にする部品「バンプストック」について「追加制限を課すべきだ」との立場を表明[216]。
- 10月6日
  - 国務省、サウジアラビアにTHAADミサイルを150億ドル（約1兆7000億円）で売却することに承認したと発表[217]。
  - 企業の健康保険に避妊費用の支払いを義務付けていた医療保険制度改革規定を撤廃[218]。
- 10月7日
  - ハリケーン・ネイトがルイジアナ州のミシシッピ川河口付近に上陸。これまでに中米で少なくとも31人が死亡している[219]。
  - ヒップホップMC・ミュージシャンのネリーがツアーバス内で女性に性的暴行をした容疑で逮捕。数時間後に釈放[220]。
  - UFC 216が開催された[221]。
- 10月8日
  - 映画プロデューサー・ハーヴェイ・ワインスタインが多数のセクハラ疑惑を報道され、自身が創設したワインスタイン・カンパニーから解雇された[222]。
  - 在トルコアメリカ大使館、トルコ国内でのすべての一般査証の発給業務を無期限に停止。米総領事館勤務のトルコ人が逮捕されたことを受けてと見られる。これに合わせて、在米トルコ大使館もアメリカ人へのビサ発給停止を発表[223]。
- 10月9日 - カリフォルニア州各地で大規模な山火事が発生。14個所の火災で、この日までに少なくとも10人が死亡、2万人が避難し、およそ2万ヘクタールが焼けた。ジェリー・ブラウン州知事はナパ、ソノマ、ユバの3郡に非常事態宣言を発動[224]。
- 10月10日
  - 先月23日に引き続きグアム・アンダーセン空軍基地からのB-1戦略爆撃機が朝鮮半島上空に展開し、韓国空軍のF-15戦闘機2機と共同訓練を実施[225]。
  - 海軍のミサイル駆逐艦・チェイフィーが西沙諸島付近を航行し、中国を牽制[226]。
  - スコット・プルーイット環境保護庁長官、今年3月のパリ協定離脱の大統領令に従い、発電所の温室効果ガス排出規制「クリーン・パワー・プラン（英語版）」の撤廃を宣言[227]。
- 10月11日 - 第7艦隊、8月21日のミサイル駆逐艦・ジョン・S・マケイン衝突事故を受け、同艦のアルフレド・J・サンチェス艦長とジェシー・L・サンチェス副艦長を解任[228]。
- 10月12日
  - 下院外交委員会が、アメリカ合衆国の全ての官僚の台湾訪問許可を盛り込んだ「台湾旅行法」の草案を可決[229]。
  - 国務省、アメリカが国際連合教育科学文化機関を2018年12月31日付で脱退すると発表。「機構改革の必要性や反イスラエル的な姿勢」を脱退の理由としている[230]。
  - トランプ大統領、医療保険制度改革のもとで導入された保険商品に対する規制を緩和する大統領令に署名[231]。翌日、カルフォルニア州など15州およびワシントンD.C.の司法長官が決定撤回を求めて、提訴する声明を発表[232]。
- 10月13日 - トランプ大統領、ホワイトハウスでの演説でイランの核開発問題において、2015年に欧米諸国との間で交わした核開発を制限する見返りに経済制裁を解除する合意をイランが遵守しているとは認定できないと非難し、合意離脱を問うことを議会に通告。イスラム革命防衛隊への制裁強化を指示した一方、一部の議員が提唱していた同組織のテロ組織指定には至らなかった[233]。
- 10月16日 - 日本海で、空母ロナルド・レーガンなどが参加する米韓合同軍事演習が開始[234]。
- 10月17日 - 上院の超党派議員ら、医療保険制度改革における保険会社への連邦補助金を2年間継続させることで合意。トランプ大統領も「短期的な取引」として支持する考えを示唆[235]。
- 10月18日 - メリーランド州ハーフォード郡エッジウッド（英語版）にある事務所で男が短銃を発射。3人が死亡、2人が負傷。男は次いで、90キロ離れたデラウェア州ウィルミントンでも男性を襲撃し負傷させた。男はその後逮捕された。被害者は全員、男の知人であった[236]。
- 10月21日 - ネルソン・リポート（英語版）は複数の米政府高官が、米軍による北朝鮮への軍事行動の可能性を深刻に捉えるべきだと警告し、「韓国からの個人資産の移動」を勧めていると伝えた[237]。
- 10月23日 - ティラーソン国務長官、予告なしにアフガニスタンのバグラム空軍基地を訪問し、アシュラフ・ガニー大統領と会談[238]。
- 10月25日 - ハワイ州ホノルルで、国内主要都市では初となる道路横断中の歩きスマホを禁止する条例が施行[239]。
- 10月26日 - アメリカ国立公文書記録管理局、1963年に発生したケネディ大統領暗殺事件の一部、資料2891点をオンラインで公開。ただ、直前に中央情報局(CIA)と連邦捜査局(FBI)が一部資料の公開差止めを要求し、トランプ大統領が了承。一部資料の公開が保留となった。同氏は自身のTwitterで、存命者の名前以外は来年4月までに公開すると発表[240][241]。
- 10月30日 - ロシア疑惑を捜査しているミュラー特別検察官が大統領選でトランプ陣営の選対本部長を務めたポール・マナフォートとマナフォートのビジネスパートナーのリック・ゲーツ（英語版）の2人をマネーロンダリングや脱税など12の罪で、トランプ陣営で外交顧問を務めたジョージ・パパドプロスを偽証の罪でそれぞれ起訴[242][243]。
- 10月31日 - ニューヨーク州マンハッタンのウェストサイド・ハイウェイで、ピックアップトラックが自転車用車線に乗り上げて通行人を次々とはね、8人が死亡、11人が負傷。その後、トラックはスクールバスに激突して停止し、車外に出た実行犯は警官に銃撃され負傷し拘束。ウズベキスタン人の実行犯は捕まる際、「神は偉大なり」と叫んでおり、ISILに触発されたテロ事件だと見られている。犠牲者の多くが、アルゼンチンやベルギーから来た観光客だった[244]。

### 11月
- 11月1日 - ワールドシリーズ第7戦が行われ、ヒューストン・アストロズがロサンゼルス・ドジャースを4勝3敗で下し、球団創設56年目で初優勝。シリーズMVPはアストロズのジョージ・スプリンガー[245]。
- 11月2日
  - コロラド州・デンバー郊外でウォルマートに銃乱射事件が発生し、3人が死亡。犯人は逃走したが翌2日には逮捕[246]。
  - トランプ大統領、来年2月に任期が切れるジャネット・イエレンFRB理事長の後任にジェローム・パウエル理事を指名[247]。
  - 空軍のB-1戦略爆撃機2機が韓国周辺で日本の航空自衛隊機、韓国空軍機それぞれと共同飛行訓練を行った[248]。
- 11月3日
  - 国立公文書記録監理局、先月26日に続いてケネディ大統領暗殺事件の資料約680点を公開。未公開553点を含む多くが中央情報局の機密文書であった[249]。
  - 軍のRQ-1無人航空機がソマリアのISIL戦闘員に対して初めての爆撃を行う[250]。
- 11月4日 - UFC 217が開催された[251]。
- 11月5日
  - テキサス州・サンアントニオ郊外の教会で銃乱射事件が発生し、少なくとも26人が死亡、約20人が負傷[252]。
  - トランプ大統領が日本の米軍横田基地に到着。基地駐留軍人に演説を行った後、霞ヶ関カンツリー倶楽部で内閣総理大臣の安倍晋三とゴルフを楽しんだ[253]。
- 11月6日 - トランプ大統領は赤坂迎賓館にて対談後、共同記者会見で「戦略的忍耐の時代は終わった」と北朝鮮の核ミサイル開発を非難。合わせて、北朝鮮拉致被害家族と面会。その後、大統領夫妻は天皇・皇后と対面[254][255]。
- 11月7日 - トランプ大統領、第2の訪問国である韓国の米軍烏山空軍基地に到着。平沢市ハンフリーズ基地で文在寅大統領の出迎えを受けた。文大統領は夜の晩餐会で、元慰安婦の李容洙を招待してトランプ大統領に面会させたり、メニューに「独島産エビ」を使用したという料理を出すなど、慰安婦問題や竹島問題で日本を牽制する姿勢を見せた。翌日、韓国国会での演説でトランプ大統領は「我々を侮ってはならない。試すこともならない」と北朝鮮体制への批判に集中。米韓同盟の重要性をアピールするとともに、残された時間は多くないと事態の喫緊性を訴えた。その後、軍事境界線を視察する予定だったが天候不順を理由にキャンセルした[256][257][258][259]。
- 11月8日 - アメリカ政府、オバマ前大統領下で規制緩和されていたキューバへの制裁（米国の対キューバ禁輸措置）を再び強化することを発表[260]。
- 11月11日 - UFC Fight Night: Poirier vs. Pettisが開催された[261]。
- 11月15日 - カリフォルニア州・テハマ郡の民家と小学校で銃乱射事件が発生し、4人が死亡、子供3人を含む約10人が負傷。容疑者は警察に射殺された[262]。翌16日、容疑者の自宅から妻の遺体が発見された[263]。
- 11月19日 - 1971年から終身刑で服役していたチャールズ・マンソンがカリフォルニア州ベーカーズフィールドの病院で死去[264]。
- 11月21日 - アメリカの配車サービス会社・ウーバー・テクノロジーズ、ハッキングによって2016年に同社の顧客や運転手の個人情報およそ5700万件が漏洩していたことを表明。1年間の間、漏洩の事実を秘匿しており、ハッカーとの金銭取引でデータを破棄していた[265]。
- 11月24日
  - 消費者金融保護局のリチャード・コードレイ局長が辞任を発表し、暫定的な局長代理にリアンドラ・イングリッシュ（英語版）副局長を指名。一方でトランプ大統領がミック・マルバニー行政管理予算局長を局長代理に指名したことから、イングリッシュ副局長は26日にトランプ大統領による新局長の指名差し止めを求める訴訟を起こした[266][267]。
  - アメリカ海軍、22日にフィリピン沖で墜落したグレイハウンド（en:Grumman C-2 Greyhound）について、行方不明の3人の捜索を打ち切ったと表明[268]。
- 11月26日 - 民主党のジョン・コニャーズ下院議員、元スタッフに対するセクハラ疑惑などをめぐり、司法委員会の野党筆頭委員を辞任すると表明[269]。

### 12月
- 12月1日
  - ロシア疑惑を捜査しているミュラー特別検察官がマイケル・フリン前国家安全保障問題担当大統領補佐官をFBIに対する偽証の罪で起訴。フリン前補佐官は同日、裁判所に出廷して起訴内容を認めるとともに、司法取引で捜査に協力する意向も示した[270]。
  - The Ultimate Fighter 26 Finaleが開催された[271]。
- 12月2日 - UFC 218が開催された[272]。
- 12月5日 - 元スタッフから相次いでセクハラ被害を訴えられていた民主党のジョン・コニャーズ下院議員が議員辞職[273]。
- 12月6日 - トランプ大統領、エルサレムをイスラエルの首都と認めテルアビブから在イスラエル大使館を移転する手続きを開始すると宣言[274]。
- 12月7日 - 複数の女性からセクハラ被害を訴えられていた民主党のアル・フランケン上院議員と共和党のトレント・フランクス（英語版）下院議員が辞意を表明[275]。
- 12月8日
  - ホワイトハウスがディナ・ハビブ・パウエル大統領副補佐官（国家安全保障問題担当）が年明けに辞任すると発表[276]。
  - パレスチナ自治政府のマフムード・アッバース議長が、アメリカ政府をイスラエルとの和平の調停役とみなさない考えを示し、今月下旬に予定されていたマイク・ペンス米副大統領との会談も拒否[277][278]。
- 12月9日 - UFC Fight Night: Swanson vs. Ortegaが開催された[279]。
- 12月11日 - ニューヨーク市ミッドタウン地区ポート・オーソリティ・バスターミナルに隣接するタイムズ・スクエア-42丁目/ポート・オーソリティ・バスターミナル駅で手製爆弾による爆発事件。実行犯を含め4人が負傷。実行犯は2011年に家族ビザで入国したバングラデシュ人の男で、2016年ベルリンのクリスマスマーケットにおける事件について言及し、シリアのISILが空爆されたことへの報復だと供述している[280][281]。
- 12月12日 - アラバマ州連邦上院補欠選挙（英語版）投開票。民主党候補のダグ・ジョーンズ（英語版）元同州連邦検事が、未成年者に対するわいせつ疑惑が浮上していた共和党候補のロイ・ムーア（英語版）元同州最高裁長官を破り当選[282]。
- 12月13日
  - ホワイトハウスがオマロサ・マニゴールト大統領補佐官（渉外担当）が来年1月20日付で辞任すると発表[283]。
  - ケンタッキー州議会のダン・ジョンソン（英語版）議員が頭部に1発の銃弾を受け死亡しているのが見つかった。ジョンソン議員に対しては10代の少女への淫行疑惑が持ち上がっており、自殺とみられている[284]。
- 12月28日 - ニューヨーク・ブロンクス区のアパートで火災が発生し、12人が死亡、6人が負傷[285]。
- 12月30日 - UFC 219が開催された[286]。

## 死去

### 1月
- 1月2日 - ダリル・スペンサー、野球選手、野球指導者（* 1928年）[287]
- 1月7日 - ナット・ヘントフ、評論家、小説家、音楽史家（* 1925年）
- 1月10日 - オリヴァー・スミティーズ、遺伝学者（* 1925年）
- 1月12日 - ウィリアム・ピーター・ブラッティ、作家、脚本家（* 1928年）
- 1月13日 - ニコデモ・スカルフォ、マフィアのボス（* 1929年）
- 1月15日 - ジミー・スヌーカ、プロレスラー（* 1943年）
- 1月16日 - ユージン・サーナン、海軍軍人、宇宙飛行士（* 1934年）
- 1月25日 - メアリー・タイラー・ムーア、女優（* 1936年）
- 1月26日 - マイク・コナーズ、俳優（* 1925年）
- 1月28日 - リチャード・ポートマン、音響技術者（* 1934年）

### 2月
- 2月6日 - レイモンド・スマリヤン、数学者、ピアニスト、論理学者（* 1919年）
- 2月10日 - マイク・イリッチ、MLBオーナー（* 1929年）[288]
- 2月11日 - チャボ・ゲレロ・シニア、プロレスラー（* 1949年）
- 2月12日 - アル・ジャロウ、歌手（* 1940年）
- 2月13日 - ステイシー・ブランバーグ、ダーツプレイヤー（* 1956年）
- 2月16日 - ジョージ・スティール、プロレスラー（* 1937年）
- 2月17日 - ウォーレン・フロスト、俳優（* 1925年）
- 2月17日 - トム・リーガン、哲学者（* 1938年）
- 2月18日 - ローレンス・スノーデン、軍人（* 1921年）
- 2月18日 - ノーマ・マコービー、女性運動家（* 1947年）
- 2月19日 - ラリー・コリエル、ジャズ・ギタリスト（* 1943年）
- 2月21日 - ケネス・アロー、経済学者（* 1921年）
- 2月21日 - スタニスワフ・スクロヴァチェフスキ、指揮者、作曲家（* 1923年）
- 2月23日 - リオン・ウェア、シンガーソングライター、プロデューサー（* 1940年）
- 2月25日 - ビル・パクストン、俳優（* 1955年）

### 3月
- 3月1日 - ポーラ・フォックス、作家（* 1923年）
- 3月4日 - クレイトン・キース・ヤイター、政治家（* 1930年）
- 3月6日 - ロバート・オズボーン、俳優、映画史家、テレビ司会者（* 1932年）
- 3月7日 - ロン・バス、プロレスラー（* 1948年）
- 3月8日 - ジョージ・オラー、化学者（* 1927年）
- 3月8日 - デイヴ・ヴァレンティン、ジャズ・フルート奏者（* 1952年）
- 3月16日 - ジェイムズ・コットン、ブルース・ハーモニカ奏者、シンガー（* 1935年）
- 3月18日 - チャック・ベリー、ミュージシャン（* 1926年）
- 3月20日 - デイヴィッド・ロックフェラー、銀行家（* 1915年）
- 3月26日 - ダーレン・ケイツ、女優（* 1947年）

### 4月
- 4月6日 - ドン・リックルズ、コメディアン、俳優（* 1926年）
- 4月13日 - ロバート・テイラー、計算機科学者（* 1932年）
- 4月19日 - アーロン・ヘルナンデス、アメリカンフットボール選手（* 1989年）
- 4月22日 - ヒューバート・ドレイファス、哲学者（* 1929年）
- 4月23日 - ケニー・シアーズ、バスケットボール選手（* 1933年）
- 4月24日 - ニコラス・サンド、闇の化学者（* 1941年）
- 4月26日 - ジョナサン・デミ、映画監督、映画プロデューサー、脚本家（* 1944年）

### 5月
- 5月1日 - ジャネット・ピルグリム、モデル（* 1934年）
- 5月4日 - ウィリアム・ボーモル、経済学者（* 1922年）
- 5月4日 - エドウィン・シェリン、映画監督（* 1930年）
- 5月8日 - アラン・メルツァー、経済学者（* 1928年）
- 5月9日 - マイケル・パークス、俳優、歌手（* 1940年）
- 5月14日 - パワーズ・ブース、俳優、声優（* 1948年）
- 5月17日 - クリス・コーネル、シンガー、ギタリスト、ソングライター（* 1964年）
- 5月22日 - ニッキー・ヘイデン、オートバイレーサー（* 1981年）
- 5月24日 - デル・ソニー・ウェスト、俳優（* 1938年）
- 5月24日 - ジャレッド・マーティン、俳優（* 1941年）
- 5月26日 - ズビグネフ・ブレジンスキー、政治学者（* 1928年）
- 5月26日 - ジム・バニング、メジャーリーガー、政治家（* 1931年）[289]
- 5月27日 - グレッグ・オールマン、ミュージシャン（* 1947年）
- 5月28日 - フランク・デフォード、作家（* 1938年）
- 5月31日 - フレッド・J・コーネカンプ、撮影監督（* 1922年）

### 6月
- 6月4日 - ジャック・トラウト、マーケティング戦略家（* 1935年）
- 6月8日 - グレン・ヘドリー、女優（* 1955年）
- 6月9日 - アダム・ウェスト、俳優（* 1928年）
- 6月16日 - ジョン・G・アヴィルドセン、映画監督（* 1935年）
- 6月19日 - オットー・ワームビア、学生（* 1994年）
- 6月27日 - ピーター・L・バーガー、社会学者、神学者（* 1929年）

### 7月
- 7月4日 - ジーン・コンリー、野球選手、バスケットボール選手（* 1930年）
- 7月9日 - ウォーリー・バー、音響監督、声優（* 1924年）
- 7月13日 - チャールズ・バックマン、計算機科学者（* 1924年）
- 7月15日 - マーティン・ランドー、俳優（* 1928年）
- 7月19日 - フェンウィック・スミス、フルート奏者（* 1949年）
- 7月20日 - チェスター・ベニントン、歌手（* 1976年）
- 7月21日 - ジョン・ハード、俳優（* 1946年）
- 7月23日 - ジョン・クンドラ、バスケットボールコーチ（* 1916年）
- 7月27日 - サム・シェパード、俳優、劇作家（* 1943年）
- 7月29日 - リー・メイ、野球選手（* 1943年）
- 7月31日 - チャック・ローブ、ギタリスト（* 1955年）

### 8月
- 8月2日 - マーシャル・ゴールドマン、経済学者（* 1930年）
- 8月6日 - デイヴィッド・マスランカ、作曲家（* 1943年）
- 8月6日 - ドン・ベイラー、メジャーリーガー（* 1949年）[290]
- 8月6日 - ダレン・ドールトン、メジャーリーガー（* 1962年）[291]
- 8月8日 - グレン・キャンベル、歌手、ギター奏者、テレビ司会者、俳優（* 1936年）
- 8月13日 - ジョセフ・ボローニャ、俳優、声優、脚本家（* 1934年）
- 8月17日 - ソニー・ランダム、俳優（* 1941年）
- 8月22日 - ジョン・アバークロンビー、ジャズギタリスト（* 1944年）
- 8月26日 - トビー・フーパー、映画監督、脚本家（* 1943年）
- 8月28日 - ボビー・ボイド、アメリカンフットボール選手（* 1937年）
- 8月31日 - リチャード・アンダーソン、俳優（* 1926年）

### 9月
- 9月3日 - ジョン・アッシュベリー、詩人（* 1927年）
- 9月3日 - ウォルター・ベッカー、ギタリスト、レコードプロデューサー（* 1950年）
- 9月5日 - ニコラス・ブルームバーゲン、物理学者（* 1920年）
- 9月6日 - ロトフィ・ザデー、数学者、電気工学者、計算機科学者、人工知能学者（* 1921年）
- 9月6日 - ケイト・ミレット、フェミニスト作家、芸術家、社会活動家（* 1934年）
- 9月7日 - ジーン・マイケル、野球選手、監督（* 1938年）
- 9月8日 - ジェリー・パーネル、SF作家（* 1933年）
- 9月14日 - グラント・ハート、ミュージシャン、シンガーソングライター（* 1961年）
- 9月15日 - ハリー・ディーン・スタントン、俳優（* 1926年）
- 9月16日 - ヘレン・チェナリー、サラブレッド競走馬のオーナーブリーダー（* 1922年）
- 9月17日 - ボビー・ヒーナン、プロレスラー、マネージャー、コメンテーター（* 1944年）
- 9月17日 - デーブ・ヒルトン、メジャーリーガー（* 1950年）[292][293]
- 9月18日 - ポール・ホーナー、ライター（* 1978年）
- 9月19日 - ジェイク・ラモッタ、ボクサー（* 1922年）
- 9月19日 - バーニー・ケイシー、俳優、フットボール選手（* 1939年）
- 9月27日 - アン・ジェフリーズ、女優（* 1923年）
- 9月27日 - ヒュー・ヘフナー、実業家（* 1926年）
- 9月27日 - レッド・ミラー、アメリカンフットボールコーチ（* 1927年）
- 9月30日 - ウラジーミル・ヴォエヴォドスキー、数学者（* 1966年）

### 10月
- 10月1日 - アーサー・ヤノフ、心理学者（* 1924年）
- 10月2日 - ポール・オッテリーニ、実業家（* 1950年）
- 10月2日 - トム・ペティ、ロックミュージシャン、シンガーソングライター（* 1950年）
- 10月6日 - コニー・ホーキンズ、バスケットボール選手（* 1942年）
- 10月14日 - リチャード・ウィルバー、詩人（* 1921年）
- 10月14日 - ダニエル・ウェブ、メジャーリーガー（* 1989年）[294]
- 10月18日 - ブレント・ブリスコー、俳優（* 1961年）
- 10月22日 - アル・ハリケーン、ギタリスト（* 1936年）
- 10月24日 - ロバート・ギローム、俳優（* 1927年）
- 10月24日 - ファッツ・ドミノ、歌手、作曲家、ピアニスト（* 1928年）

### 11月
- 11月7日 - ロイ・ハラデイ、メジャーリーガー（* 1977年）[295]
- 11月13日 - ボビー・ドーア、野球選手（* 1918年）
- 11月15日 - リル・ピープ、ラッパー、歌手（* 1996年）
- 11月17日 - アイジャロン・マーリ・ゴメス、北朝鮮で拘束されたアメリカ人（* 1979年）
- 11月18日 - ボブ・ボーコースキー（英語版）、メジャーリーガー（* 1926年）[296]
- 11月19日 - チャールズ・マンソン、カルト指導者、犯罪者（* 1934年）
- 11月21日 - デヴィッド・キャシディ、俳優、歌手（* 1950年）
- 11月23日 - キャロル・ネブレット、ソプラノ歌手（* 1946年）
- 11月25日 - ランス・ハワード、俳優（* 1928年）
- 11月25日 - ジュリオ・オスカー・メチョソ、俳優（* 1955年）
- 11月29日 - ジェリー・フォーダー、哲学者、認識科学者（* 1935年）
- 11月30日 - ヴィンセント・スカーリー、建築史家（* 1920年）
- 11月30日 - ジム・ネイバース、俳優、歌手（* 1930年）

### 12月
- 12月6日 - ウィリアム・ギャス、小説家、評論家（* 1924年）
- 12月9日 - トム・ジンク、プロレスラー（* 1958年）
- 12月11日 - チャールズ・ジェンキンス、軍人（* 1940年）
- 12月12日 - エドウィン・リー、政治家（* 1952年）
- 12月13日 - ウォーレル・デイン、ボーカリスト（* 1961年）
- 12月14日 - ロバート・チャールズ・スプロール、神学者、牧師（* 1939年）
- 12月19日 - クリフォード・アーヴィング、作家（* 1930年）
- 12月21日 - ブルース・マッカンドレス2世、宇宙飛行士（* 1937年）

### 人物以外
- 1月6日 - ティリクム、シャチ（* 1981年頃）
- 1月8日 - パイオニア キャビン・ツリー、セコイアデンドロンの巨木
- 2月19日 - カリズマティック、競走馬（* 1996年）
- 7月21日 - スタッブス、「名誉市長」を務めたネコ（* 1997年）
- 10月14日 - インサイドインフォメーション、競走馬、繁殖牝馬（* 1991年）